# Tapinolobus curvispina
Tapinolobus curvispina es un insecto descrito por Walker[¿quién?] que está incluido en el género Tapinolobus y la familia de los membrácidos. Ninguna de las subespecies se enumeran en el Catálogo de la vida.